# Олехкова
Олехкова (ест. Olehkova), також Олехнова, Алехнова, Оолеку, Алакюла, Аламяе — село в Естонії, входить до складу волості Меремяе, повіту Вирумаа.